# Heyday
Heyday (en español: Apogeo) es el cuarto álbum de estudio de la banda de rock australiano The Church. Fue publicado en noviembre de 1985 por EMI Parlaphone en Australia, y a comienzos de 1986 bajo Warner Bros. Records de manera internacional. Luego de la publicación de distintos EP y proyectos alternos, eligieron al productor Peter Welsh, quien produjo álbumes de Simple Minds y Scott Walker. Welsh introdujo aspectos musicales no presentes en la banda, como arreglos de cuerda, saxofón y mayor uso de teclados.
Con el paso del tiempo, el álbum ha conseguido un culto de aficionados, destacando por sus canciones que alternaban entre toques de rock psicodélico y dream pop con letras descritas como “ultra surrealistas”.

## Lista de canciones
| N.º   | Título                 | Duración |  |
| 1.    | «Myrrh»                | 4:19     |  |
| 2.    | «Tristesse»            | 3:29     |  |
| 3.    | «Already Yesterday»    | 4:14     |  |
| 4.    | «Columbus»             | 3:50     |  |
| 5.    | «Happy Hunting Ground» | 3:48     |  |
| 6.    | «Tantalized»           | 4:59     |  |
| 7.    | «Disenchanted»         | 3:55     |  |
| 8.    | «Night of Light»       | 4:47     |  |
| 9.    | «Youth Worshipper»     | 3:43     |  |
| 10.   | «Roman»                | 3:51     |  |
| 42:58 |                        |          |  |

### Reedición digital
| N.º   | Título                 | Duración |  |
| 1.    | «Myrrh»                | 4:19     |  |
| 2.    | «Tristesse»            | 3:29     |  |
| 3.    | «Already Yesterday»    | 4:14     |  |
| 4.    | «Columbus»             | 3:50     |  |
| 5.    | «Happy Hunting Ground» | 5:31     |  |
| 6.    | «As You Will»          | 4:44     |  |
| 7.    | «Tantalized»           | 4:59     |  |
| 8.    | «Disenchanted»         | 3:55     |  |
| 9.    | «Night of Light»       | 4:47     |  |
| 10.   | «Youth Worshipper»     | 3:43     |  |
| 11.   | «Roman»                | 3:51     |  |
| 12.   | «The View»             | 3:44     |  |
| 13.   | «Trance Ending»        | 4:48     |  |
| 55:54 |                        |          |  |

## Posicionamiento en listas
| Listas (1986)                  | Mejor posición |
| ------------------------------ | -------------- |
| Estados Unidos (Billboard 200) | 146            |